# Akrobatické lyžování

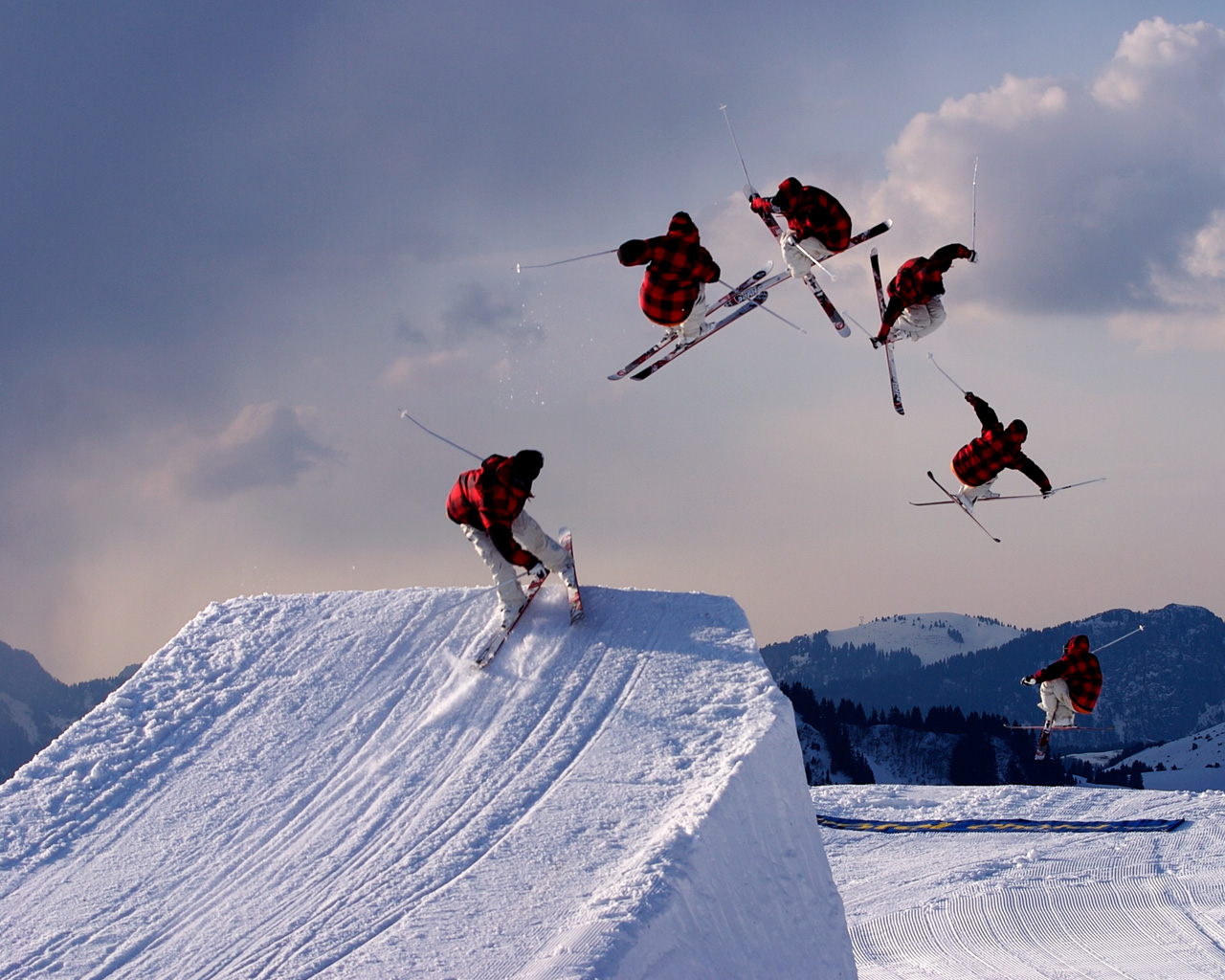
Fotografie jednotlivých fází skoku

Akrobatické lyžování (anglicky freestyle skiing) je sport, který se skládá ze šesti olympijských disciplín: akrobatické skoky, jízda v boulích, skikros, slopestyle, U-rampa a big air. Dříve mezi ně spadal i balet na lyžích (acroski), který už ale není pořádán na vrcholové úrovni.

## Počátky akrobatického lyžování v Česku
Ve dnech 22. a 23.9.1984 bylo prvně v historii Československého sportu vzato na oficiálních místech na vědomí akrobatické lyžování jako rovnocenné sportovní odvětví a byly podniknuty první kroky k oficiálnímu schválení tohoto sportu v ČSSR.
Stalo se tak na zasedání předsednictva výboru Svazu lyžování ÚV ČSTV v Banské Bystrici ve dnech 22–23. září 1984 – byly vydány první pokyny ohledně masového rozvoje LA, její organizace a řízení.

## Disciplíny akrobatického lyžování
Všechny disciplíny jezdí jak muži tak ženy. Každé 2 roky se koná mistrovství světa a existuje i světový pohár. Na Zimních olympijských hrách 2010 se i skikros stal olympijskou disciplínou. Již předtím se olympijskými sporty staly akrobatický sjezd neboli jízda v boulích (anglicky moguls, 1992) a akrobatické skoky (anglicky aerials, 1994). Na Zimních olympijských hrách 2014 se nově objevil také slopestyle a závody na U-rampě (anglicky half-pipe).
Na ZOH 2022 bude nově zařazena disciplína big air (jiná varianta akrobatických skoků).

### Jízda v boulích (akrobatický sjezd)
- Seznam vítězů
- Seznam vítězek

Závodní trať je rozdělená na sekce s boulemi a 2 skoky. Závodníci musí sjet nejen rychle (20 % výsledku) a odskákat kvalitní triky na skocích (taktéž 20 % výsledku), ale hlavně musí boulemi projet technicky čistě, bez pádu, úhledně a s lehkostí (60 % výsledku). ČR špičkově reprezentovali Nikola Sudová a Daniel Honzig.

### Akrobatické skoky
- Seznam vítězů
- Seznam vítězek

Závodníci skáčou na speciálních můstcích a předvádí skoky s manévry, salta a salta s vruty. Rozhodčí hodnotí provedení, výšku a délku skoku a dopad. Známka je pak násobena koeficientem obtížnosti skoku. Nejúspěšnější český reprezentant historie je Aleš Valenta.

### Skikros
- Seznam vítězů
- Seznam vítězek

Skikros je disciplína, kde se 4 nebo 6 závodníků pustí ze svahu dolů a na točité trati se každý snaží dojet do cíle dřív než soupeř – nejrychlejší vyhrává. Českou republiku mimo jiné reprezentoval několikanásobný mistr světa Tomáš Kraus.

### Slopestyle
- Seznam vítězů
- Seznam vítězek

Slopestyle (jízda ve snowparku) je disciplína, při níž závodník sjíždí trať s umělými překážkami, na nichž se snaží udělat co největší množství co nejobtížnějších triků. Důraz je kladen na různorodost triků, která má při hodnocení přednost před opakováním jednoho vysoce obtížného triku.

### U-rampa
- Seznam vítězů
- Seznam vítězek

Při jízdě v U-rampě závodníci sjíždí hluboké koryto s cca 5 metrů vysokými stěnami a snaží se při každém skoku získat body za co nejobtížnější triky.

### Paralelní jízda v boulích
- Seznam vítězů
- Seznam vítězek